# Турсугали
Турсугали (баш. Түрһәгәҙе) — деревня в Аургазинском районе Республики Башкортостан Российской Федерации. Входит в состав Таштамакского сельсовета. Население на 1 января 2009 года составляло 193 человека.
Почтовый индекс — 453495, код ОКАТО — 80 205 843 003.

## География

### Географическое положение
Расстояние до:
- районного центра (Толбазы): 14 км,
- центра сельсовета (Таштамак): 3 км,
- ближайшей ж/д станции (Белое Озеро): 43 км.

## Население
| 2002 | 2009 | 2010 |
| ---- | ---- | ---- |
| 174  | ↗193 | ↘175 |

Согласно переписи 2002 года, преобладающая национальность — башкиры (94 %).